# Melodie der Welt (Musikverlag)
Melodie der Welt ist ein unabhängiger Musikverlag mit Sitz in Frankfurt am Main mit nationalen sowie internationalen Partnern.

## Geschichte
Im Jahr 1951 wurde der Musikverlag Melodie der Welt von dem Österreicher Johann Michel in Frankfurt gegründet. Michel war seit 1946 Geschäftsführer bei Josef Weinberger Musikverlagszentrum Wien. Das zunächst auf den Schlager konzentrierte Musikangebot wurde im Laufe der Jahre zu weiteren Musikrichtungen und Verwertungen ausgebaut.
Besonders erfolgreiche Komponisten der ersten Verlagsjahre waren Horst-Heinz Henning, Heino Gaze, Hans Blum und Karl Götz, den Johann Michel entdeckte, sowie Charly Niessen, der unter anderem Texte von Hildegard Knef vertonte. 1959 verschaffte Michel dem Verlag Zugang zum amerikanischen Markt durch die Kooperation mit dem New Yorker Verlag Bourne Co. und sicherte sich damit Subverlagsrechte unter anderem für Titel von Charlie Chaplin und an berühmten Melodien aus Walt-Disney-Filmen. 1971 vereinbarten Johann Michel und Mickie Most eine langfristige verlegerische Zusammenarbeit, um RAK Publishing Ltd. im deutschen Sprachraum optimal auszuwerten. Zahlreiche andere internationale Kooperationen entstanden. 1977 begann zwischen Udo Jürgens, Freddy Burger Management und Johann Michel eine verlegerische Zusammenarbeit, die bis zu Jürgens Tod anhielt. Verbunden mit dem Unternehmen war auch Paul McCartney, dessen Schwiegervater Lee Eastman mit dem Verleger befreundet war. Zudem erwarb Melodie der Welt unter anderem die Verlage von Michael Jary, Paul Woitschach und Will Glahé. 1985 schloss die amerikanische Verlagsadministrations- und Copyrightmanagementfirma Wixen Music, zu deren Clients Musikgrößen wie The Doors, Neil Young und Tom Petty zählen, einen langfristigen Generalsubverlagsvertrag mit Melodie der Welt ab.
Im Jahr 1996 trat Pamela Georgi, die Enkelin von Johann Michel, in die Geschäftsführung ein. Unter ihrer Führung erfuhr der Verlag eine entscheidende Wende. Sie bindet nationale Autorenteams, wie zum Beispiel Ingo Politz und Bernd Wendlandt von den Valicon Studios an den Verlag und investiert in weitere Kooperationen. Melodie der Welt ist auch im Kindermusikbereich tätig, unter anderem wurde ein Autoren-Exklusivvertrag mit dem Kinderliedermacher Grünschnabel geschlossen, und seit 2016 wird der Verlag von Detlev Jöcker administriert.
Seit 2008 ist der Verlag mit der Administration der Edition Stall von Klaus Bartelmuss betraut, der die erfolgreichen Künstler Nik P. und Andreas Gabalier unter Vertrag hat. Seit 2011 vertritt Melodie der Welt außerdem den Verlag Franky Boy von Uschi Ließmann. Ihr Mann Jean Frankfurter ist Komponist und Produzent von Helene Fischer. Mit dem Titel Michaela von Bata Illic landeten er und der Verlag bereits 1972 einen Nummer-1-Hit.